# Mercedes-Benz 600
Mercedes-Benz 600 (kod fabryczny W100) – luksusowy samochód osobowy produkowany w latach 1964–1981 pod marką Mercedes-Benz. Po zakończeniu jego produkcji najwyższym modelem marki została klasa S. Samochód występował w wersjach: Limousine, przedłużonej Pullman oraz Landaulet. W plebiscycie na Europejski Samochód Roku 1964 zajął 2. pozycję (za Roverem 2000).

## Historia
Pierwsza wzmianka o tym modelu pochodzi z 4 czerwca 1955, w protokole zarządu wspomina się o memorandum profesora Fritza Nallingera, w którym proponuje on budowę dużego turystycznego i reprezentacyjnego samochodu. Wymienia się też kod rozwojowy W100 i rozważa pięciolitrowy zespół napędowy V8 z lekkiego metalu o mocy 300 KM, określony kodem M100. Również zarząd był zdania, że potrzeba pojazdu, który przewyższyłby model 300 (W189, tzw. Adenauer) wielkością i komfortem.
Budowie takiego samochodu sprzyjało wycofanie koncernu ze sportów wyścigowych, co nastąpiło 22 października 1955 z powodu wypadku Mercedesa 300 SLR w 24-godzinnym wyścigu koło Le Mans. Większość wykwalifikowanych pracowników z dotychczasowego działu wyścigowego zostało przydzielonych do budowy nowego luksusowego pojazdu.
4 października 1960 zaprezentowano dwie gipsowe makiety naturalnej wielkości, które różniły się ułożeniem świateł - w jednym były one umieszczone poziomo, a w drugim pionowo (bardzo podobnie do definitywnej wersji) i to właśnie ten drugi model zyskał uznanie większości członków zarządu.
W 1963 cenę samochodu ustalono na 56 500 DM za limuzynę, 63 500 DM za Pullmana. Do maja 1981 wyprodukowano 2677 szt., z czego 2190 szt. z krótkim rostawem osi. W wersji Pullman wyprodukowano 428 szt., w tym 124 szt. z sześciorgiem drzwi. Ponad 75% wszystkich aut zostało wyeksportowanych.

## Dane techniczne
Źródła:

### Jednostka napędowa
| Model silnika              | M100                               |
| Układ i liczba cylindrów   | V8                                 |
| Układ zasilania silnika    | mechaniczny wtrysk paliwa Bosch    |
| Pojemność skokowa          | 6332 cm³                           |
| Maksymalna moc             | 250 KM (184 kW) przy 4000 obr./min |
| Maksymalny moment obrotowy | 500 Nm przy 2800 obr./min          |

### Osiągi
| Wersja    | Przyspieszenie 0-100 km/h (s) | Prędkość maksymalna (km/h) | Średnie zużycie paliwa (l/100 km) |
| --------- | ----------------------------- | -------------------------- | --------------------------------- |
| Limousine | 9,7                           | 205                        | 17,8                              |

- Napęd tylny, czterobiegowa skrzynia automatyczna, zawieszenie pneumatyczne, zbiornik paliwa 112 l[3].

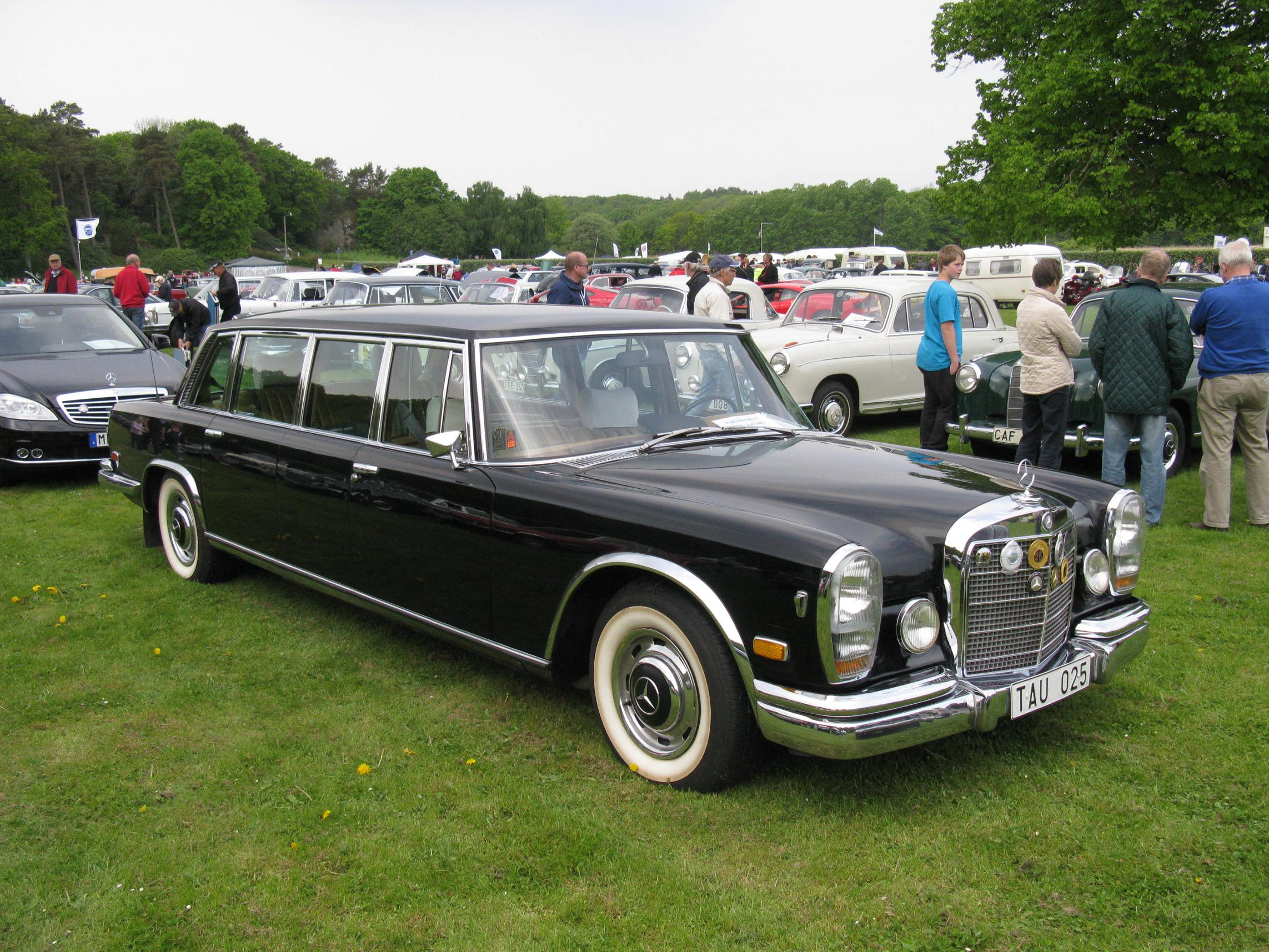
W100 Pullman (4-drzwiowy)
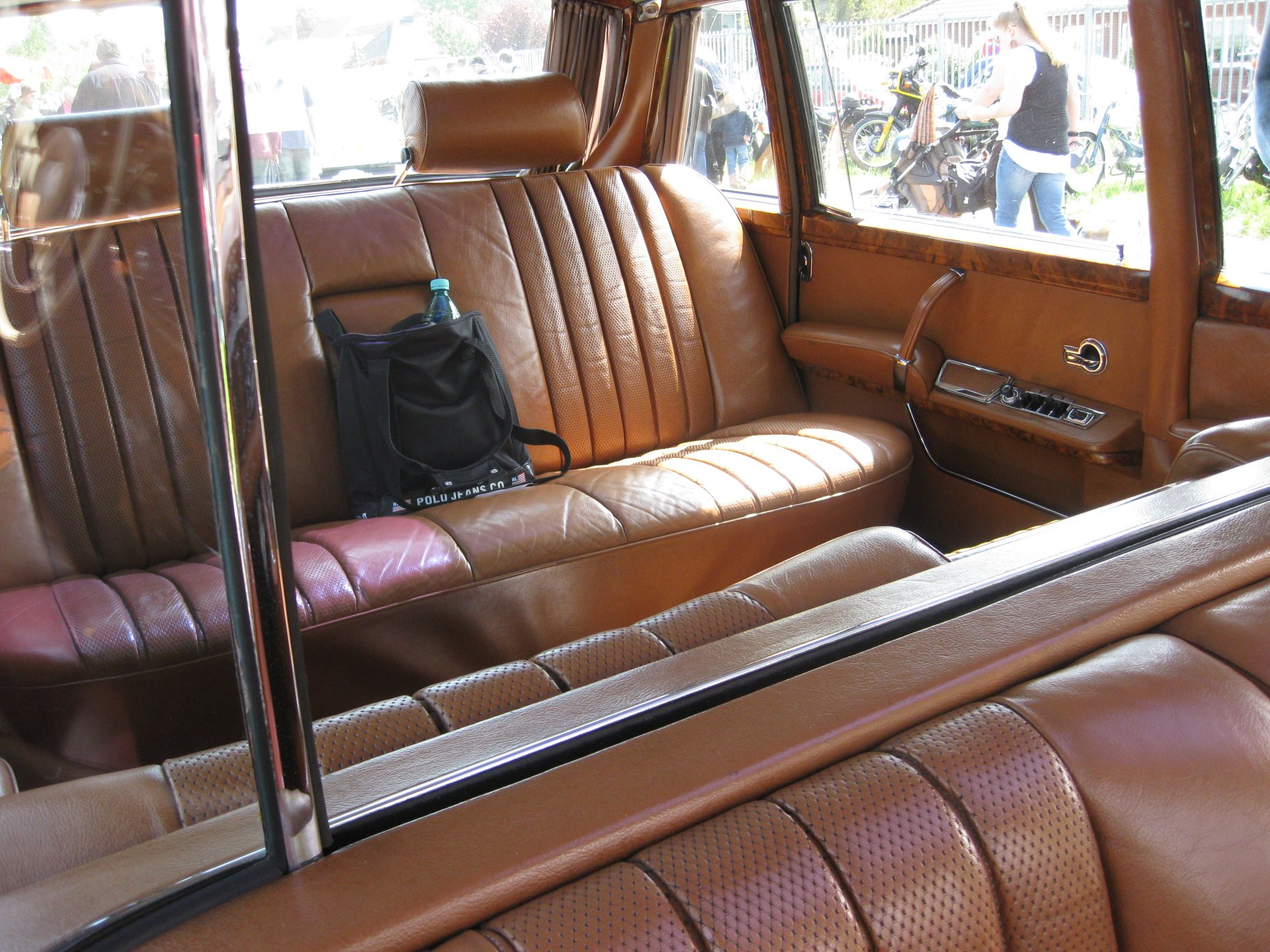
Wnętrze W100 Pullman
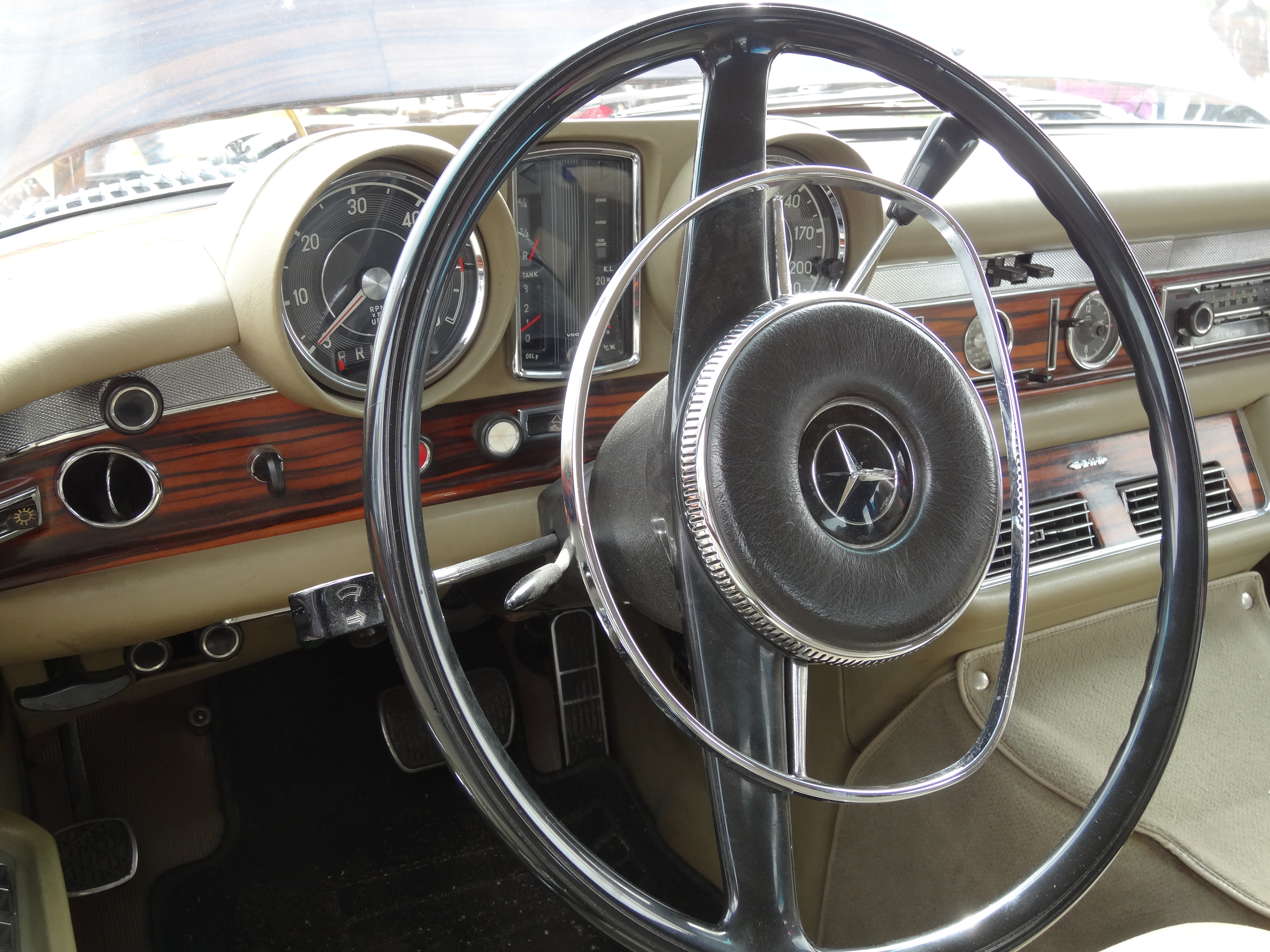
Deska rozdzielcza
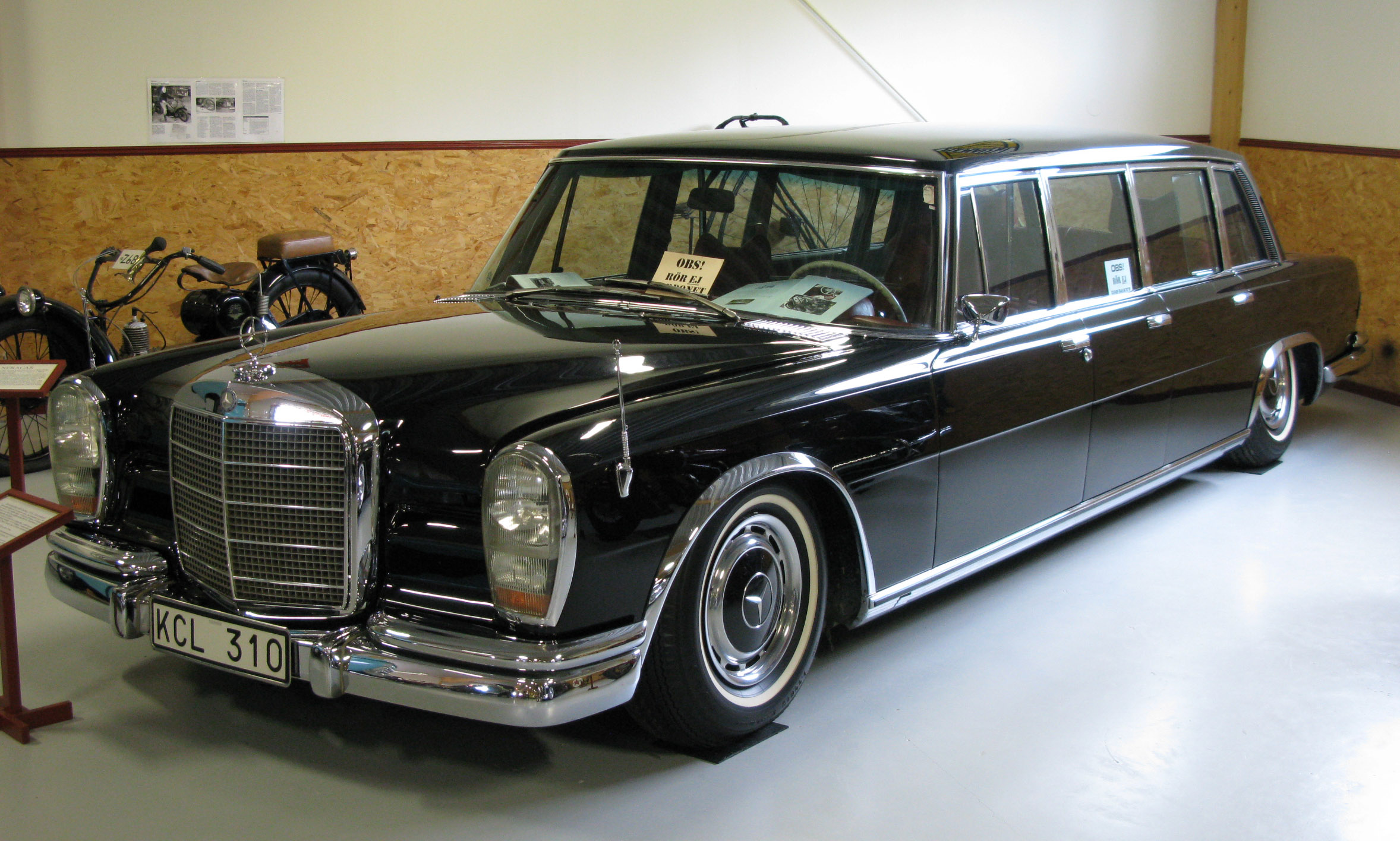
Sześciodrzwiowy Pullman
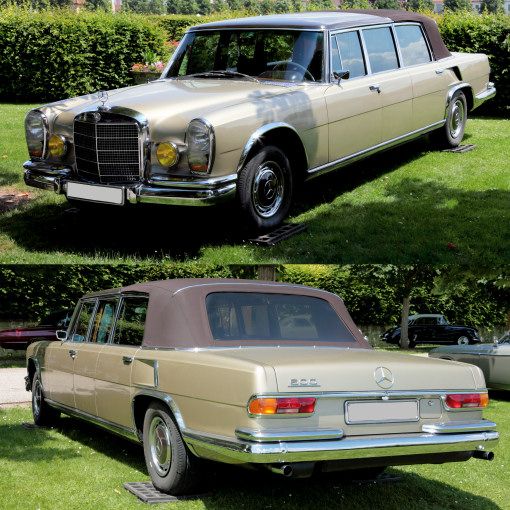
Mercedes-Benz 600 Landaulet (4-drzwiowy)
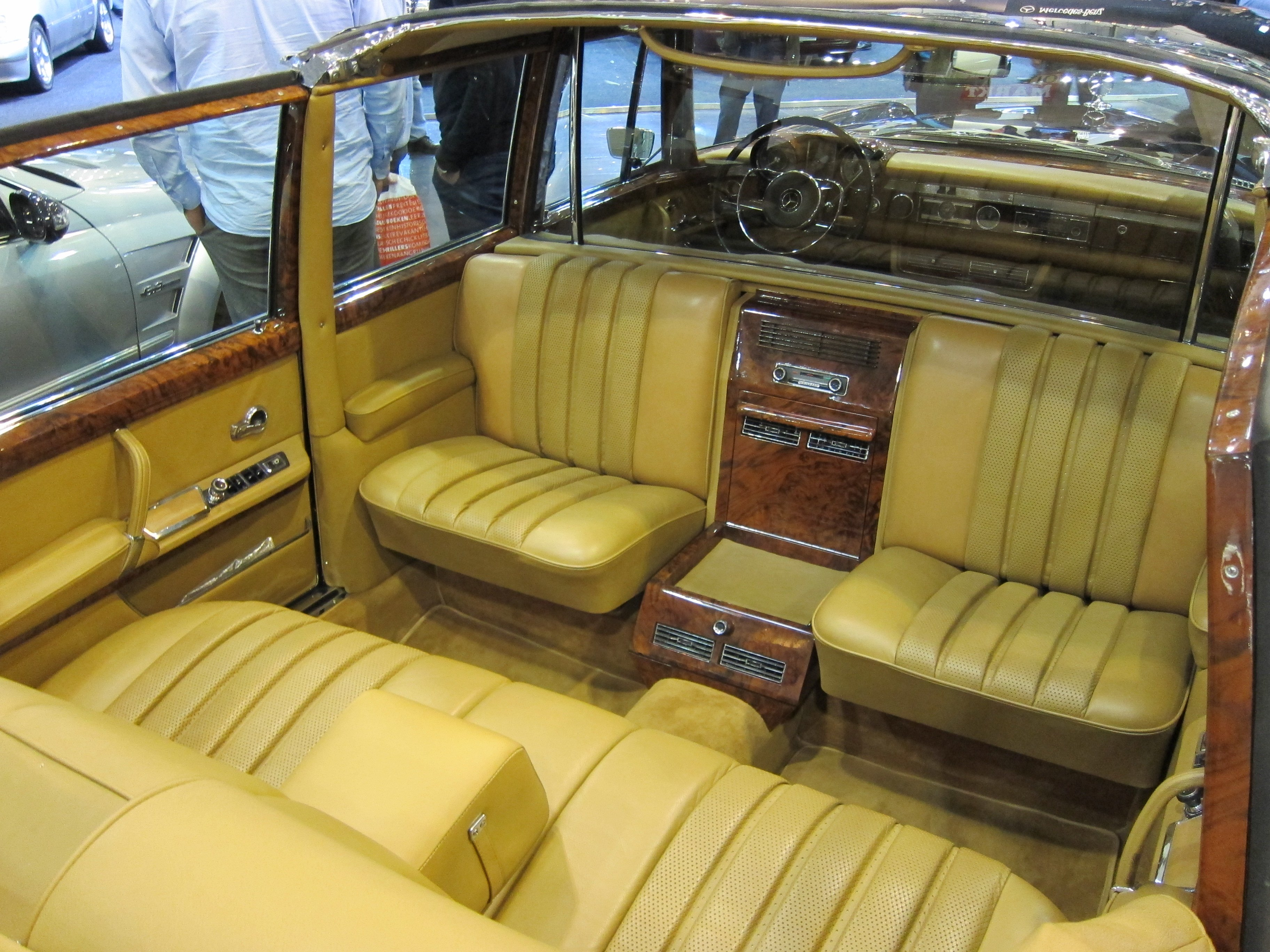
Część pasażerska wersji Landaulet (4-drzwiowy)